# Athlétic Club arlésien
Athlétic Club arlésien is een Franse voetbalclub uit Arles. De club werd op 18 februari 1913 opgericht na een fusie tussen la Pédale joyeuse, Arles Auto-vélo en Arles Sports. In het seizoen 2010/11 kwam Arles uit in de Ligue 1, de hoogste prestatie van de club. Zowel in 1970 als in 1973 bereikte AC Arles de 1/8-finales van de Coupe de France.
In het seizoen 2006/07 wist het vanuit de CFA (vierde klasse), groep B naar de Championnat National te promoveren. Amper twee seizoenen later stootte de club zelfs door naar de Ligue 2. Op 16 juni 2009 werd de naam van de club gewijzigd in Athlétic Club Arles-Avignon omdat de club in het stadion van Avignon, het Parc des Sports, moest gaan spelen om aan de voorschriften van de Ligue 2 te voldoen. Arles startte uitstekend in de Ligue 2 en kon het niveau aanhouden, en promoveerde zelfs op het eind van het seizoen naar Ligue 1. In het seizoen 2010/11 eindigde Arles-Avignon als laatste in de Ligue 1, met slechts 20 punten. Na één seizoen in de hoogste afdeling degradeerde het opnieuw naar de Ligue 2. Tijdens het seizoen 2014/15 degradeerde Arles-Avignon zelfs naar het derde niveau. Op 30 juli 2015 werd bekend dat de club geen licentie kreeg om in de CFA te spelen. In 2016 vertrok de ploeg uit Avignon en kreeg de club weer de oude naam. Het speelt haar thuiswedstrijden weer in Arles in het Stade Fernand-Fournier.

## Bekende (oud-)spelers
- Ludovic Butelle
- Luigi Pieroni
- Angelos Charisteas
- Samuel Gigot